# Billbergia cylindrostachya
Espèce
Classification phylogénétique
Billbergia cylindrostachya est une espèce de plantes à fleurs de la famille des Bromeliaceae, endémique du Brésil.

## Synonymes
- Billbergia maxima C.Chev.[1].

## Distribution
L'espèce est endémique de l'État de Rio de Janeiro au Brésil.

## Description
L'espèce est épiphyte.